# Valea Lungă (okręg Sybin)
Valea Lungă – wieś w Rumunii, w okręgu Sybin, w gminie Dârlos. W 2011 roku liczyła 224 mieszkańców.